# شهرستان جویه
شهرستان جویه (به لاتین: Juye County) یک منطقهٔ مسکونی در چین است که در هزه (شاندونگ) واقع شده‌است.